# Přeslička luční
Přeslička luční (Equisetum pratense) je rostlina z oddělení přesličky, jehož jediným recentním rodem je rod přeslička v širším pojetí (Equisetum s.l.).

## Popis
Přeslička luční je vytrvalá, výtrusná bylina vysoká nejčastěji 10–50 cm, vyrůstající z článkovitého oddenku. U přesličky luční se projevuje sezónní dimorfismus. Na jaře vyrůstá fertilní lodyha, která je asi 5–20 cm vysoká, zpočátku nevětvená, nezelená, světle hnědé barvy. Později však vyrostou přesleny větví a lodyha zezelená. Kromě toho z oddenků vyrážejí letní sterilní lodyhy, které jsou od počátku zelené a větvené. Lodyhy se přeslenitě větví (ale na rozdíl od přesličky lesní jsou ale jen výjimečně dvojnásobně větvené). Na žebrech je vždy 1 řada křemičitých hrbolků. Střední dutina zabírá asi 1/2 průměru stonku. Jako u ostatních přesliček se v každém uzlině nachází pochva, což jsou vlastně bočně srostlé přeslenitě uspořádané listy, nahoře mají listy volné konce a tvoří zuby pochvy. Zuby dosahují asi třetinové délky pochvy a mají uprostřed úzké tmavohnědé žebro a široký nahnědlý lem. Výtrusnicový klas na jarních lodyhách je solitérní, vrcholový, elipsoidního tvaru. Některé populace přesličky luční jsou převážně sterilní a rozmnožují se vegetativně oddenky. O životním cyklu přesliček viz přeslička.

## Stanoviště
Roste nejčastěji v lužních lesích a pobřežních křovinách, většinou na nevápnitých podkladech a v polostínu.

## Areál rozšíření
Roste ve střední severní a severovýchodní Evropě, Asii a v Severní Americe.

## Výskyt v Česku
Na většině území poměrně vzácný druh, častější je jen v některých kaňonovitých údolích řek, např. Ploučnice a Teplá, dříve i Vltava.